# 石橋財団
公益財団法人石橋財団（いしばしざいだん）は、東京都中央区に事務所を置く公益財団法人。美術及び教育に関する分野についての研究及び助成、及び美術館の運営を行うことを目的とする。公益法人制度改革により2012年公益財団法人となる以前は文部科学省が所管する財団法人であった。正味資産5,731億円を有し（2023年12月31日現在）、日本の財団において資産総額第一位（2020年 ）。
主たる事業としてアーティゾン美術館（東京都中央区）を運営している。2016年9月までは石橋美術館（現:久留米市美術館、福岡県久留米市）の運営も行っていたが、この機に運営を久留米市に返還。東京都町田市に石橋財団アートリサーチセンターを建設して財団保有の収蔵品を1箇所で一元的に保存管理することになった。

## 事業
財団の財産としては創立者の石橋正二郎が収集した「石橋コレクション」を核とし、美術品2583点（2013年11月現在）（国宝1件、重要文化財多数）を有する。
正二郎が本格的に美術品収集を始めたのは、1930年（昭和5年）久留米高等小学校時代の図画の先生だった坂本繁二郎から、青木繁の作品を収集して小さい美術館でも良いから建てるよう勧められたのがきっかけだった。その後、藤島武二と懇意となってその作品を譲り受け、戦後は日本にあって国外流出の危機にさらされていた西洋美術を収集し、郷里福岡の黒田家伝来の中国や日本の古美術品も収集した。正二郎没後は財団が収集を引き継ぎ、1997年（平成9年）に石橋幹一郎が亡くなると、翌年遺族から467点の寄贈を受けた。2005年（平成17年）財団設立50周年を機に収集範囲を拡大し、フランス以外の海外作品や、1950年代以降に活躍した作家にも目を向けるようになった。

## 沿革
- 1952年（昭和27年）1月8日 - 東京にブリヂストン美術館開館
- 1956年（昭和31年）
  - 4月2日 - 財団法人設立。ブリヂストン創業者の石橋正二郎から寄付を受けた財産を中心に設立。
  - 石橋正二郎が久留米市に石橋文化センター、石橋美術館を寄贈
- 1961年（昭和36年） - 財団法人が石橋正二郎のコレクションの寄贈を受ける。
- 1977年（昭和52年） - 石橋美術館の管理運営を石橋財団が受託。
- 2012年（平成24年） - 公益財団法人となる。
- 2014年（平成26年）
  - 4月 - 財団が所有する美術品の一元管理が可能となる石橋財団アートリサーチセンター（ARC）（東京都町田市）が起工。
  - 5月 - 久留米市に対して、石橋美術館の運営受託を解消し、財団保有の収蔵品を東京に移す意向を申し入れる[4][5]。
- 2015年（平成27年）
  - 5月 - 石橋財団アートリサーチセンター（ARC）が竣工。
  - 5月18日 - 改築に向けブリヂストン美術館が休館期間に入る。
- 2016年（平成28年）
  - 6月17日 - ブリヂストン美術館の新築工事着工。
  - 9月 - 石橋美術館の運営から撤退、閉館。同館は10月に久留米市美術館として新しく開館。財団の収蔵品はすべて石橋財団アートリサーチセンター（ARC）で一元的に保存管理される[2]。
- 2017年（平成29年）5月 - フランスにて財団所有文化財の展覧会が初開催される。

## 理事
- 初代理事長   石橋正二郎

設立時の理事には鳩山一郎、團伊能、牧野良三らがいた。
- 二代目理事長 石井光次郎
- 三代目理事長 石橋幹一郎
- 四代目理事長 石橋寬